# Шухово (Тверская область)
Шухово — деревня Торопецкого района Тверской области России. С 2023 года территория Торопецкого муниципального округа.

## География
Находилась в лесистой местности в 33 км к западу от Торопца, в 1 км от административной границы с Псковской областью.
Климат
Деревня, как и весь район, относится к умеренному поясу северного полушария и находится в области переходного климата от океанического к материковому. Лето с температурным режимом +15…+20 °С (днём +20…+25 °С), зима умеренно-морозная −10…−15 °С; при вторжении арктических воздушных масс до −30…-40 °С.
Среднегодовая скорость ветра 3,5—4,2 метра в секунду.

## История
До 1927 года относилась к Холмскому уезду. С 1927 по 1930 в составе Советского района (центр — село Волок). С 1930 года в составе Торопецкого района.
Не вернулись с войны 22 человека, ещё 15 пропали без вести. В 1988 году деревня опустела. Последние жители переехали в деревню Суходол.

## Население
| 2010 |
| ---- |
| 0    |

## Инфраструктура
Было личное подсобное хозяйство с зоной сельскохозяйственного использования, индивидуальная застройка усадебного типа. До Великой Отечественной войны в деревне имелось около 40 домов. В  1957 году в деревне имелось 22 жилых дома. В 1975 году — 10 домов. В 1986 году — один дом.

## Транспорт
Просёлочная дорога. 